# Sidet trønder- og nordlandsfe

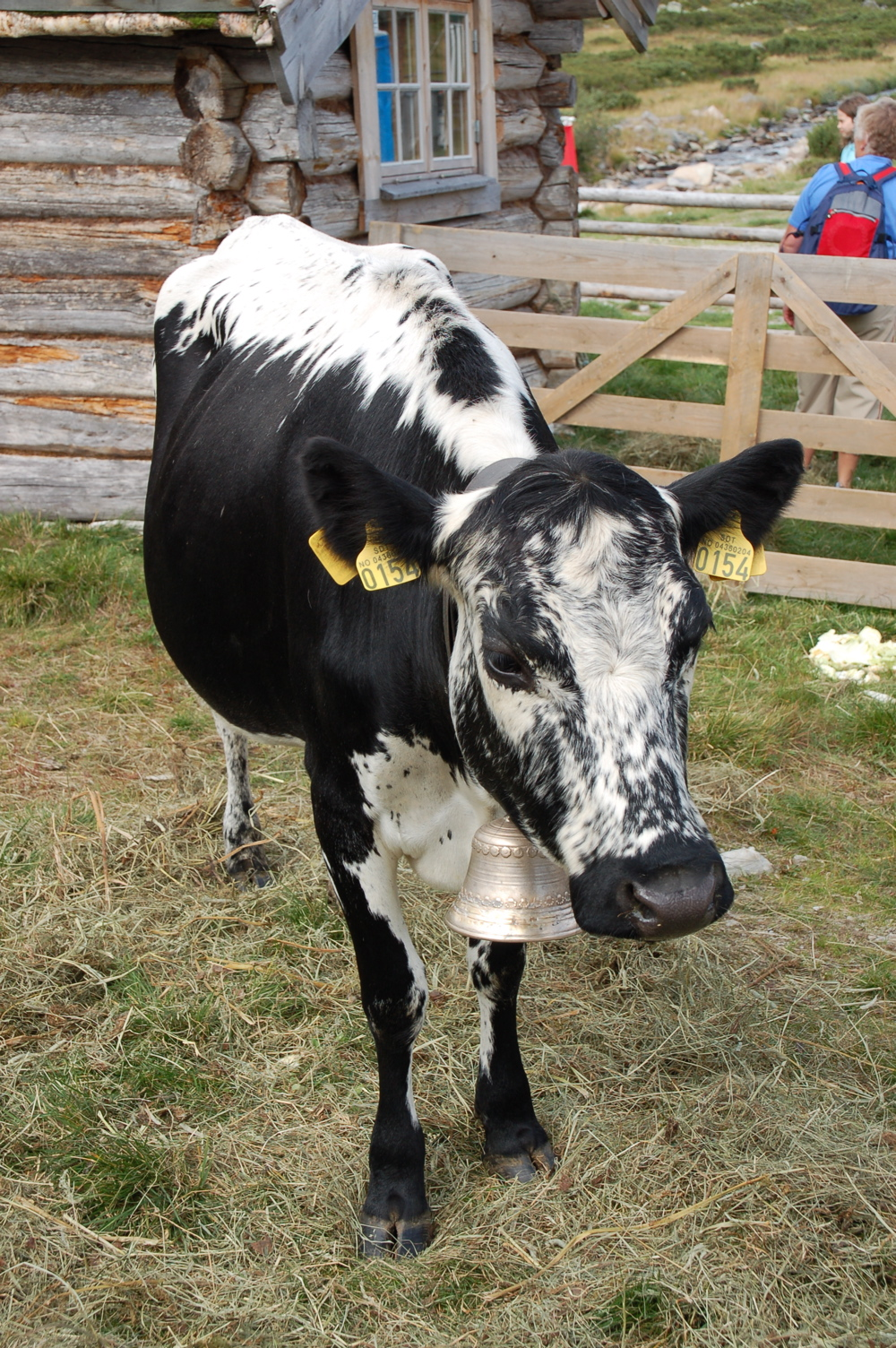
Ko av rasen i Hedmark.

Sidet trønder- og nordlandsfe är en norsk ras av nötkreatur som avlades fram under 1880- och 1890-talet från olika lantraser.
Avelsprocessen skedde i kommunen Røros och i de delvis historiska fylkena Oppland, Hedmark, Nordland, Sør-Trøndelag samt Møre og Romsdal. I en avelsbok från 1943 var rasen förtecknad som två avelslinjer. Syftet med aveln var främst en stor mjölkproduktion och en önskad färgsättning av pälsen. Därför gjordes under 1950-talet även korsningar med rasen fjällko som återspeglas i generna med 10 till 20 procent. Populationen minskar periodvis på grund av att rasen rødt trønder blir mer omtyckt. Året 1967 fanns 3 400 honor och endast fyra tjurar med de önskade generna. Antalet kor minskade fram till året 1976 till 560 fördelade på ungefär 30 flockar. Olika bönder såg till att rasen förökar sig och året 1994 fanns ungefär 4 000 exemplar. Beståndet minskade till cirka 2 500 kor och 84 tjurar under året 2011.
Honor av sidet trønder- og nordlandsfe har i genomsnitt en mankhöjd av 117 cm och en vikt av 500 kg. Tjurar väger omkring 850 kg. Pälsen är vit med svarta fläckar eller/och punktar samt ibland med några rödaktiga ställen. Ifall horn finns så är de små. En ko av rasen ger i genomsnitt 4 500 kg mjölk per år. Mjölken har 4,3 procent fett och 3,3 procent protein.